# L'Orange mécanique
Pour le film de Stanley Kubrick, voir Orange mécanique. Pour l'essai de Laurent Obertone, voir La France Orange Mécanique.
L’Orange mécanique (titre original : A Clockwork Orange dans l’édition originale britannique) est un roman de science-fiction d’Anthony Burgess publié en 1962 et traduit en français en 1972. Burgess s’inspire d'un événement marquant de sa propre vie, sa première femme, Lynne, ayant été agressée par quatre GI déserteurs en 1944.
Le roman a été adapté au cinéma par Stanley Kubrick en 1971 sous le titre A Clockwork Orange, et le film sort en France en 1972 sous le titre Orange mécanique.

## Résumé

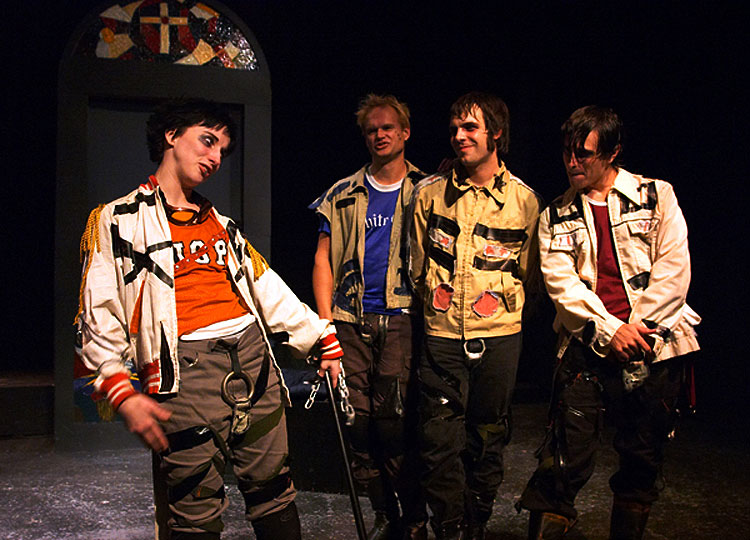
Mise en scène d'Alex et de ses droogies par Brad Mays (Los Angeles, 2003).

L’action se déroule à Londres, dans un futur proche. Un jeune délinquant âgé de 15 ans, Alex DeLarge, part avec sa bande de drougs (amis dans l'argot du livre) Pierrot, Jo et Momo occuper sa soirée. Il torture, vole, se bat, viole... Un jour, il est trahi par ses drougs et il est arrêté.

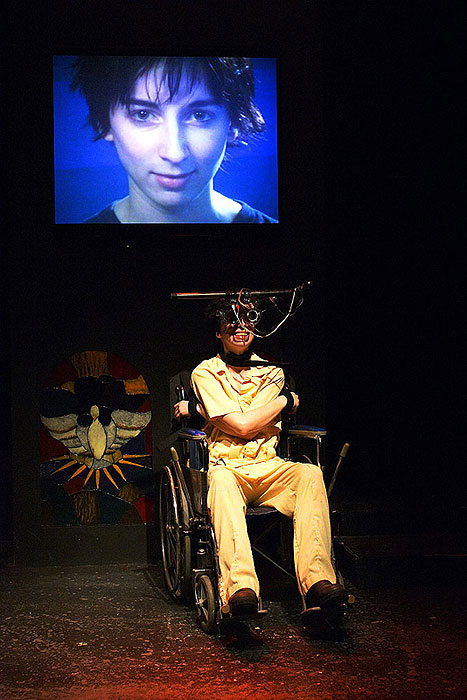
Mise en scène du traitement d'Alex par Brad Mays (Los Angeles, 2003).

En prison, on lui fait subir le traitement Ludovico (une thérapie par aversion). À la suite de celui-ci, la violence et le sexe le rendent malade. Mais à sa libération, il doit faire face à ses anciennes victimes qui vont le tourmenter à son tour...

## Signification du titre
D'après Anthony Burgess lui-même, le titre Orange Mécanique vient d'une vieille expression cockney : « il est bizarre comme une orange mécanique » (« He’s as queer as a clockwork orange »), c'est-à-dire très étrange ou inhabituel. En Malaisie, où Burgess a travaillé, « orang » signifie également un « être humain » et cette connotation existe dans le mot, de même que l'anagramme « organ ». Le terme  orange est d'ailleurs repris dans le vocabulaire nadsat, dans sa signification « homme » (voir le lexique). Le titre pourrait donc aussi signifier « L'homme mécanique », ce qui décrirait l'état d'Alex après sa thérapie.
En effet, l'être humain est une orange parce qu'il est organique, vivant de par sa conception, son fonctionnement (il mange, il se reproduit, comme tous les êtres vivants). Dans une interview, Burgess expliqua que l'être humain, depuis le péché originel, est pécheur, violent, anti-social mais que cela fait partie de sa nature. Cependant, il ajoute que le péché originel a été choisi par l'homme, et que cette nature violente de l'homme est donc sa propre volonté. Or, la volonté, le choix, le libre-arbitre sont des qualités, des éléments positifs. Ce choix permet à l'homme de choisir sa propre vie, de faire des erreurs mais aussi de créer du beau, l'art... L'homme est donc caractérisé par le choix, la violence et l'amour du beau. On retrouve ces trois éléments chez Alex. C'est en cela qu'Alex est une orange.
Cependant, il devient « mécanique » lorsqu'on le prive de choix, donc de la possibilité d'être violent mais également de cet amour pour le beau (il ne supporte plus la musique). Il n'est plus un homme puisqu'il n'a plus ces trois caractéristiques. Il devient « mécanique », dans l'opposition à ce qui est organique. Le mot mécanique peut également faire penser à un automate, ce qui, à la déshumanisation, ajoute le contrôle. Un automate est contrôlé par quelqu'un, il est créé pour agir d'une façon prévue, comme Alex est contrôlé par le Gouvernement pour fuir la violence. Il est donc étonnant de constater que l'Homme n'est réellement Homme que lorsqu'il est violent, mais qu'il vaut mieux être ainsi qu'être mécanique, parce qu'être mécanique c'est ne plus être Homme,,.
Le roman et le film portent le même titre (A Clockwork Orange) dans leurs versions originales, mais les titres français diffèrent : L’Orange mécanique pour le roman et Orange mécanique pour le film.

## Argot
Un trait notable de ce livre est le fait qu’Alex parle un méta-argot, le Nadsat, composé de russe, de manouche (le parler romani) et d’anglais. Tout au long du livre, le narrateur (Alex lui-même) n’utilise que ce langage. À la fin du livre est annexé un lexique de ce langage.

## Adaptations

### Au cinéma
L’Orange mécanique a fait l’objet d’une adaptation au cinéma, dans un film réalisé par Stanley Kubrick : Orange mécanique (A Clockwork Orange), sorti sur les écrans en 1971.

### À la télévision et radio
La BBC a réalisé la première adaptation filmée du roman - le premier chapitre seulement - pour l'émission Tonight, à la sortie du livre en 1962. Elle a également créé en 1998 la première adaptation sous forme de dramatique radio.

### Au théâtre
Anthony Burgess a adapté lui-même son roman en une version musicale pour la scène, en 1986. Cette adaptation de l'œuvre au théâtre est une première mondiale.
En Grande-Bretagne, plusieurs troupes de théâtre ont proposé leur propre vision de l'œuvre : la première adaptation connue a été montée par John Godber au festival d'Édimbourg en 1980. En 1998, The Ensemble Theatre from the North of England filmait une interprétation très contemporaine du roman, dans laquelle les drougs sont des skinheads accomplissant leurs méfaits sur de la musique techno.
Une performance scénique, Machinations of Choice, a été présentée par la troupe de Craig Quintero à l'occasion d'un colloque sur Orange mécanique à Angers, le 8 décembre 2001.
En France, Orange mécanique a été adapté au théâtre à Paris (au Cirque d'Hiver) en février 2006 par Alexandre Berdat et Nicolas Laugero Lasserre, mis en scène par Thierry Harcourt et produit par Philippe Hersent, avec Isabelle Pasco dans le rôle de la jeune femme violée, Sagamore Stévenin dans le rôle principal et le DJ Philippe Corti dans celui d'un gardien de prison et d'un clochard. Marc Cerrone a composé la musique. La pièce, annoncée comme très crue, est interdite aux moins de 16 ans en raison du caractère ultra-violent de l'œuvre.
Une adaptation théâtrale a également eu lieu à Linz, en Autriche, en 2012. Elle était également interdite aux moins de 16 ans.

## Distinction
Le roman est cité dans La Bibliothèque idéale de la SF (1988).